# Nathan Field
Nathan Field (17 ottobre 1587 – 1620) è stato un attore teatrale e drammaturgo inglese.

## Biografia
Nathan Field nacque in una famiglia puritana: il padre John era un predicatore, mentre il fratello Theophilus divenne vescovo di Llandaff.
Negli anni 1590 studiò alla Saint Paul's School di Londra e prima della fine del decennio fu notato da Nathaniel Giles, direttore del coro di Elisabetta I e impresario della compagnia di bambini al Blackfriars Theatre nota come Children of the Chaper Royal o Blackfriars Children. Nonostante la forte opposizione del padre, che predicò in diverse occasioni contro i teatri, Field continò a recitare per il resto della sua vita. All'inizio della sua carriera recitò in almeno due opere di Ben Jonson – Cynthia's Revels (1600) e The Poetaster (1601) – e nel Bussy D'Ambois di George Chapman (1603-1604).
Rimase nella compagnia di adolescenti fino all'età di ventisei anni e poi, nel 1616, si unì ai King's Men. Qui continuò a recitare in commedie di Jonson (Volpone, L'alchimista) e forse interpretò anche ruoli femminili in opere di Shakespeare. In questi anni scrisse anche alcune opere teatrali in collaborazione con John Fletcher e Philip Massinger.

## Opere
- A Woman Is a Weathercock, commedia (c. 1609–10)
- Amends for Ladies, commedia (stampata 1618)

### Collaborazioni
Con John Fletcher e Philip Massinger
- The Honest Man's Fortune, tragicommedia (1613)
- The Queen of Corinth, tragicommedia (c. 1616–18)
- The Knight of Malta, tragicommedia (c. 1619)

Con Philip Massinger
- The Fatal Dowry, tragedia (c. 1619)

Con John Fletcher
- Four Plays in One (c. 1608–13)